# Власов, Игорь Геннадьевич
Игорь Геннадьевич Власов (род. 12 июля 1961, Челябинск) — советский и шведский хоккеист, нападающий. Тренер. Мастер спорта СССР.

## Биография
Воспитанник СК ЧТЗ (тренер В. Г. Мурашов), чемпион СССР среди юношей 1976/77 (1960, 1961 г. р.).
Начинал играть в команде первой лиги «Металлург» Челябинск в сезоне 1978/79. С конца следующего сезона — в команде высшей лиги «Трактор». В 1983 году перешёл в армейскую команду Ленинграда, в которой провёл семь сезонов. Бронзовый призёр чемпионата 1986/87. В своём последнем сезоне был капитаном команды. В 1990 году уехал в шведский клуб «Кируна», который тренировал Николай Пучков. Остался жить в Швеции, играл за клубы «Буден» (1994—1996), «Мёррум» (1996—1998). Тренер (2012/13), главный тренер (2013/14 — 2014/15) «Бодена».
Бронзовый призёр юниорского чемпионата Европы 1979.
Владелец строительной фирмы.
Сын Артём в первой половине 2010-х играл за команды низших шведских дивизионов.